# Капер
За видът ветроходен кораб, виж Капер (кораб)
Каперът (от холандското kaper) е морски пират, упълномощен от дадена държава да напада и ограбва корабите на друга държава, обикновено срещу дял от плячката.
Каперството се е считало за легитимен начин на водене на война от повечето държави. В съвременната епоха то е забранено от Хагската конвенция.
Сред най-известните капери е сър Френсис Дрейк.